# Kunstverein Brackenheim
Der Kunstverein Brackenheim ist ein gemeinnütziger und eingetragener Kunstverein mit Sitz in Brackenheim, der sich der Förderung und Vermittlung zeitgenössischer Kunst widmet. Seit Mai 2023 leitet Giovanna-Beatrice Carlesso den Verein.

## Geschichte
Der Verein wurde 1980 unter dem Namen Kunst im Flüchttor gegründet und 2010 in Kunstverein Brackenheim umbenannt.
Der Ausstellungsraum des Kunstvereins befindet sich im historischen Stadtkern Brackenheims, in einem Fachwerkbau aus dem Jahr 1700. Das Gebäude diente ursprünglich der Geistlichen Verwaltung als Bindhaus und Fruchtkasten.

## Programm und Zielsetzung
Der Kunstverein fördert und vermittelt zeitgenössische Kunst, indem er jährlich bis zu vier Künstlerinnen und Künstler zur Präsentation ihrer Arbeiten einlädt. Neben seiner Ausstellungstätigkeit bemüht sich der Verein um die Vermittlung kultureller Bildung und den Austausch mit Schülerinnen und Schülern. Ferner organisiert er Künstlergespräche, Vorträge, Führungen und Kunstfahrten. 
Der Kunstverein Brackenheim ist Mitglied in der Arbeitsgemeinschaft Deutscher Kunstvereine.

## Ausstellungstätigkeit
In den letzten zehn Jahren hat der Kunstverein unter anderen Mona Ardeleanu, Justyna Koeke, Georg Winter, Agnes Lörincz, Alf Setzer, Erik Sturm, Arvid Boecker, Mirco Andrea Carlesso und Ulrike Zilly ausgestellt.